# Eblisia cavipyga
Eblisia cavipyga är en skalbaggsart som beskrevs av Lewis 1892. Eblisia cavipyga ingår i släktet Eblisia och familjen stumpbaggar. Inga underarter finns listade i Catalogue of Life.